# Sertifera aurantiaca
Sertifera aurantiaca är en orkidéart som beskrevs av Charles Schweinfurth. Sertifera aurantiaca ingår i släktet Sertifera och familjen orkidéer.
Artens utbredningsområde är Colombia. Inga underarter finns listade i Catalogue of Life.